# Trägheitsradius
Der Trägheitsradius {\displaystyle i} ist derjenige Abstand von der gegebenen Drehachse, in dem man die punktförmig gedachte Masse m des Körpers anbringen muss, um das Trägheitsmoment J zu erhalten.
{\displaystyle {\begin{aligned}J&=m\cdot i^{2}\\\Leftrightarrow i^{2}&={\frac {J}{m}}\\\Leftrightarrow i&={\sqrt {\frac {J}{m}}}\end{aligned}}}
Für eine gute Materialausnutzung z. B. bei Schwungrädern wird ein Trägheitsradius angestrebt, der im Vergleich zur Außenabmessung groß ist, d. h. möglichst weit außen liegt.
In der Festigkeitslehre gilt ein analoger Zusammenhang zwischen der Fläche A und dem Flächenmoment zweiten Grades I:
{\displaystyle {\begin{aligned}I&=A\cdot i^{2}\\\Leftrightarrow i^{2}&={\frac {I}{A}}\\\Leftrightarrow i&={\sqrt {\frac {I}{A}}}\end{aligned}}}
Der Trägheitsradius geht hier als Berechnungsgröße in den Nachweis von Knicklasten ein.

## Berechnung des Trägheitsradiuses bei bekannter Geometrie
Zylinder:   {\displaystyle {r_{i}}=0},  {\displaystyle i=?},  {\displaystyle {r_{a}}\,{\text{bekannt}}}

{\displaystyle {\begin{aligned}A_{1}&=A_{2}\\\Leftrightarrow {i^{2}\cdot \pi }&={r_{a}}^{2}\cdot \pi -i^{2}\cdot \pi \\\Leftrightarrow i&={\sqrt {\frac {{r_{a}}^{2}}{2}}}\\\end{aligned}}}
beliebiger Querschnitt:

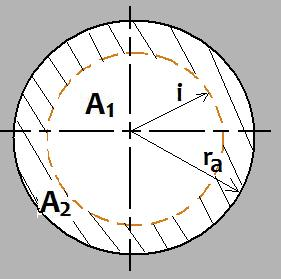
Trägheitsradius bei einem Zylinderquerschnitt

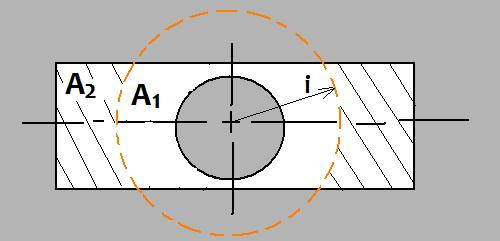
Trägheitsradius bei beliebigem Querschnitt und zentraler Rotationsachse

{\displaystyle A_{1}=A_{2}} → Aus dieser Gleichung lässt sich jeweils der Trägheitsradius errechnen.

## Polymerchemie
In der Polymerchemie wird der mittlere quadratische Abstand der Molekülketten vom Schwerpunkt des Moleküls als Streumassenradius bezeichnet, teilweise auch als Trägheitsradius.